# Яковлева, Юлия Юрьевна
Юлия Юрьевна Яковлева — русский писатель, искусствовед, историк балета, театральный продюсер, постоянный автор «КоммерсантЪ», «Афиша».

## Биография
В 1990—2000-е годы была профессионально связана с Мариинским театром работала в пресс-службе музея театра, организовывала гастроли балетной труппы.
С 2019 года проживает в Норвегии.
В 2017 году в издательстве «Эксмо» вышел исторический детектив «Вдруг охотник выбегает». Книга переведена на английский, арабский, венгерский, латышский, польский и французский языки.

### Цикл «Ленинградские сказки»
Дети ворона (2015);
Краденый город (2016);
Жуки не плачут (2017);
Волчье небо (2019);
Глиняные пчёлы (2021);

### Цикл «Следователь Зайцев»
Вдруг охотник выбегает (2017);
Укрощение красного коня (2017);
Небо в алмазах (2018);

### Цикл «Расследования гусара Матвея Мурина»
Бретёр (2023);
Таинственная невеста (2023);
Случай в Москве (2023)